# William Frederick Havemeyer

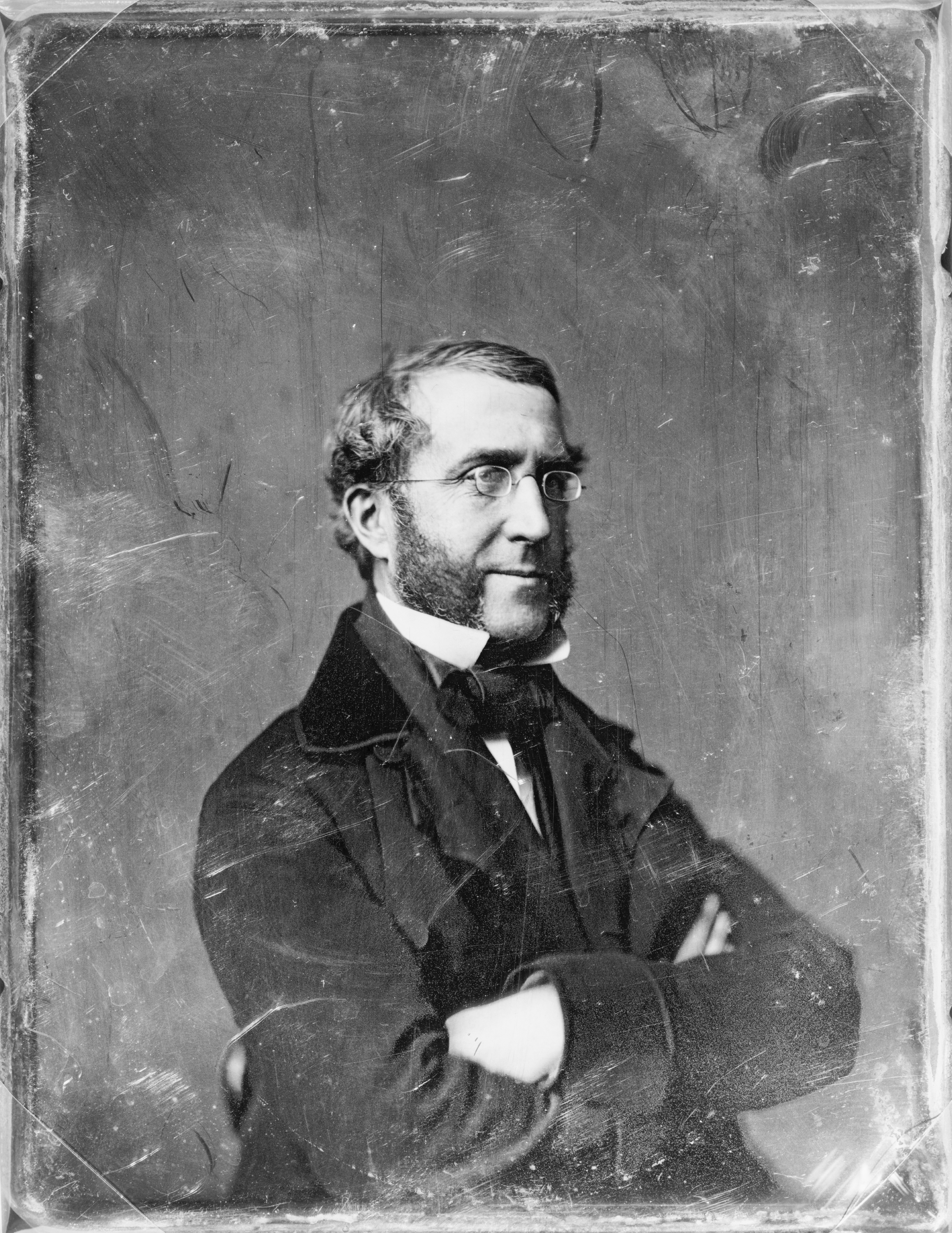
William Frederick Havemeyer

William Frederick Havemeyer (* 12. Februar 1804 in New York City; † 30. November 1874 ebenda) war ein US-amerikanischer Politiker. Zwischen 1845 und 1874 war er drei Mal Bürgermeister der Stadt New York.

## Werdegang
William Havemeyer war der Sohn eines deutschen Einwanderers, der in New York City eine Zuckerraffinerie betrieb. Er besuchte bis 1823 das zur Columbia University gehörende Columbia College und dann die Wykoff Village Academy. Anschließend arbeitete er in der Zuckerraffinerie seines Vaters. Später bildete er mit einem Cousin eine Partnerschaft für dieses Unternehmen. Im Jahr 1842 verkaufte er seinen Anteil an der Firma an seinen Bruder. Danach stieg er in das Bankgewerbe ein. Im Jahr 1851 wurde er Präsident der Bank of North America. Diesen Posten bekleidete er bis 1861. Von 1857 bis 1861 war er zudem Präsident der New York Savings Bank. Überdies war er Aktionär bei verschiedenen anderen Unternehmen wie der Pennsylvania Coal Company oder der Long Island Railroad Co.
Politisch schloss sich Havemeyer der Demokratischen Partei an. Er war ein Anhänger von Andrew Jackson, der die Partei im Jahr 1828 gegründet hatte. Mit Präsident Martin Van Buren unterhielt er eine Art Brieffreundschaft. Bei den Präsidentschaftswahlen des Jahres 1844 war er einer der Wahlmänner von James K. Polk. Havemeyer war auch Mitglied der Gesellschaft von Tammany Hall. Im Jahr 1845 wurde er gegen Amtsinhaber James Harper zum Bürgermeister der Stadt New York gewählt. Dieses Amt bekleidete er zunächst für eine Amtszeit zwischen 1845 und 1846.  Das Stadtgebiet von New York erstreckte sich bis 1898 im Wesentlichen auf den heutigen Stadtteil Manhattan. Während seiner ersten Zeit als New Yorker Bürgermeister wurde die städtische Polizei neu gegliedert. Außerdem gründete er das Board of Emigration Commissioners, einen Ausschuss, der sich um die Rechte der Einwanderer kümmerte. Havemeyer war der erste Präsident der Kommission. Diese und andere Reformmaßnahmen irritierten die politischen Führer von Tammany Hall. Daher stellten sie 1846 anstelle von Havemeyer Andrew H. Mickle auf, der dann auch zum neuen Bürgermeister gewählt wurde.
Zwischen 1848 und 1849 war William Havemeyer erneut Bürgermeister  von New York City. Dieses Mal wurde ihm eine weitere Kandidatur angetragen, die er aber ablehnte, weil er nur eine einjährige Amtszeit absolvieren wollte. Im Jahr 1859 kandidierte er als Kandidat von Tammany Hall erfolglos für sein altes Amt als Bürgermeister. Während des Bürgerkrieges stand er treu zur Union und unterstützte die Abschaffung der Sklaverei. Nach dem politischen Skandal um William Tweed, den „Boss“ von Tammany Hall, wurde Havemeyer stellvertretender Leiter eines Reformkomitees dieser Gesellschaft. Im Jahr 1872 wurde ihm die Nominierung für das Amt des New Yorker Bürgermeisters durch die Republikanische Partei angeboten, die er zunächst ablehnte, dann aber doch annahm. Im Jahr 1873 wurde er dann als Republikaner zum letzten Mal zum Stadtoberhaupt New Yorks gewählt. Dieses Amt übte er bis zu seinem Tod am 30. November 1874 aus. Dabei stieß er bei den meisten seiner Vorhaben auf heftigen Widerstand innerhalb und außerhalb des Stadtrats, der von Tammany Hall angeführt wurde. Er starb in seinem Büro an einem Herzanfall. Mit seiner Frau Sarah Agnes Craig, der Tochter des Kongressabgeordneten Hector Craig, hatte er zehn Kinder.